# Roger Houde
Pour les articles homonymes, voir Houde.
Roger Houde, né le 22 avril 1938 à Val-d'Or, est un administrateur et homme politique québécois. Il est député de la circonscription d'Abitibi-Est de 1973 à 1976, sous la bannière du Parti libéral du Québec.  

## Biographie

### Jeunesse et formation
Né le 22 avril 1938 à Val-d'Or, Roger Houde est le fils de Germain Houde, marchand, et de Lucienne Trudel. Il étudie à l'Académie Saint-Sauveur de Val-d'Or et au Collège Sacré-Cœur de Sainte-Anne-de-la-Pérade. Il complète par la suite son cours classique chez les Jésuites du Collège Sacré-Cœur de Sudbury.  
Il est publiciste lors de la première édition du congrès des affaires canadiennes en 1961, à Québec. La même année, il devient président de l'association universitaire des étudiants libéraux de l'Université Laval. Roger Houde est également secrétaire à temps partiel pour les députés François Boulais, ainsi que Gérald Harvey. À l'été 1961, il est secrétaire de Bona Arsenault, ministre des Terres et des Forêts. En 1963, il est délégué de l'Université de Sherbrooke lors du séminaire de l'Entraide universitaire mondiale du Canada tenu au Pakistan, puis vice-président national de cet organisme. 
Il obtient une maîtrise en relations industrielles de l'Université Laval en 1968.  
En 1969, il se joint aux marchés IGA Houde à Val-d'Or, l'entreprise familiale.  

### Carrière politique
En 1970, Roger Houde se présente comme candidat du Parti libéral du Québec dans la circonscription d'Abitibi-Est. Il est alors battu par Ronald Tétrault du Ralliement créditiste. Il devient chef de cabinet du ministre des Terres et Forêts, Thomas Kevin Drummond, de juin 1970 à octobre 1973. Il se représente comme candidat libéral dans Abitibi-Est en 1973, où il est finalement élu député à l'Assemblée nationale du Québec. De novembre 1973 à novembre 1975, il occupe les fonctions d'adjoint parlementaire au ministre des Terres et Forêts, ainsi que d'adjoint parlementaire au ministre de l'Agriculture de novembre 1975 à octobre 1976. Il ne se représente pas en 1976.  

### Vie après la politique
Après son passage en politique, Roger Houde devient directeur et adjoint du président du groupe Forex, de 1976 à 1984. Il est ensuite vice-président au développement pour différentes compagnies dans le domaine de la santé et de la sécurité au travail.  
De 1979 à 1981, il est vice-président de la Chambre de commerce de Val-d'Or. Il est également responsable de la tenue du deuxième sommet économique sur les perspectives d'avenir économique de Val-d'Or.  
En 2001, il est nommé à la Commission de l'immigration et du statut de réfugié, et ce, jusqu'en 2008, année où il prend sa retraite. 

## Implication et bénévolat
Roger Houde est administrateur au sein de l’Amicale des anciens parlementaires du Québec de mai 1995 à octobre 1996, ainsi que vice-président d'octobre 1996 à octobre 1997. Il est par la suite président de l'Amicale de 1997 à 1999. Pendant son mandat, il a l'idée d'enregistrer les témoignages d'anciens parlementaires ayant siégé à l’Assemblée nationale du Québec. De 1999 à 2004, il enregistre 16 témoignages. En 2004, cette idée chemine jusqu’au président de l'Assemblée nationale, Michel Bissonnet. Ce dernier accepte d’offrir les ressources nécessaires à la création de l’émission Mémoires de députés, maintenant connue sous le nom Mémoires. Cette émission laisse place à des entrevues, des anecdotes, ainsi que des moments marquants racontés par des ex-parlementaires. Ce projet permet de préserver un patrimoine politique et parlementaire important, tout en offrant un aperçu unique dans la vie d'anciens députés.   

## Distinctions et prix
Roger Houde obtient le prix du meilleur acteur lors du Dominion Drama Festival en 1960.  